# Suonatrice di chitarra
La Suonatrice di chitarra è un dipinto a olio su tela (53x46,3 cm) di Jan Vermeer, databile al 1672 circa e conservato a Kenwood House a Londra. È firmato a destra («IVMeer»), sul lato inferiore della tenda
È uno dei migliori dipinti della fase tarda di Vermeer, e si distingue fra tutti per la libertà compositiva ed espressiva.

## Storia

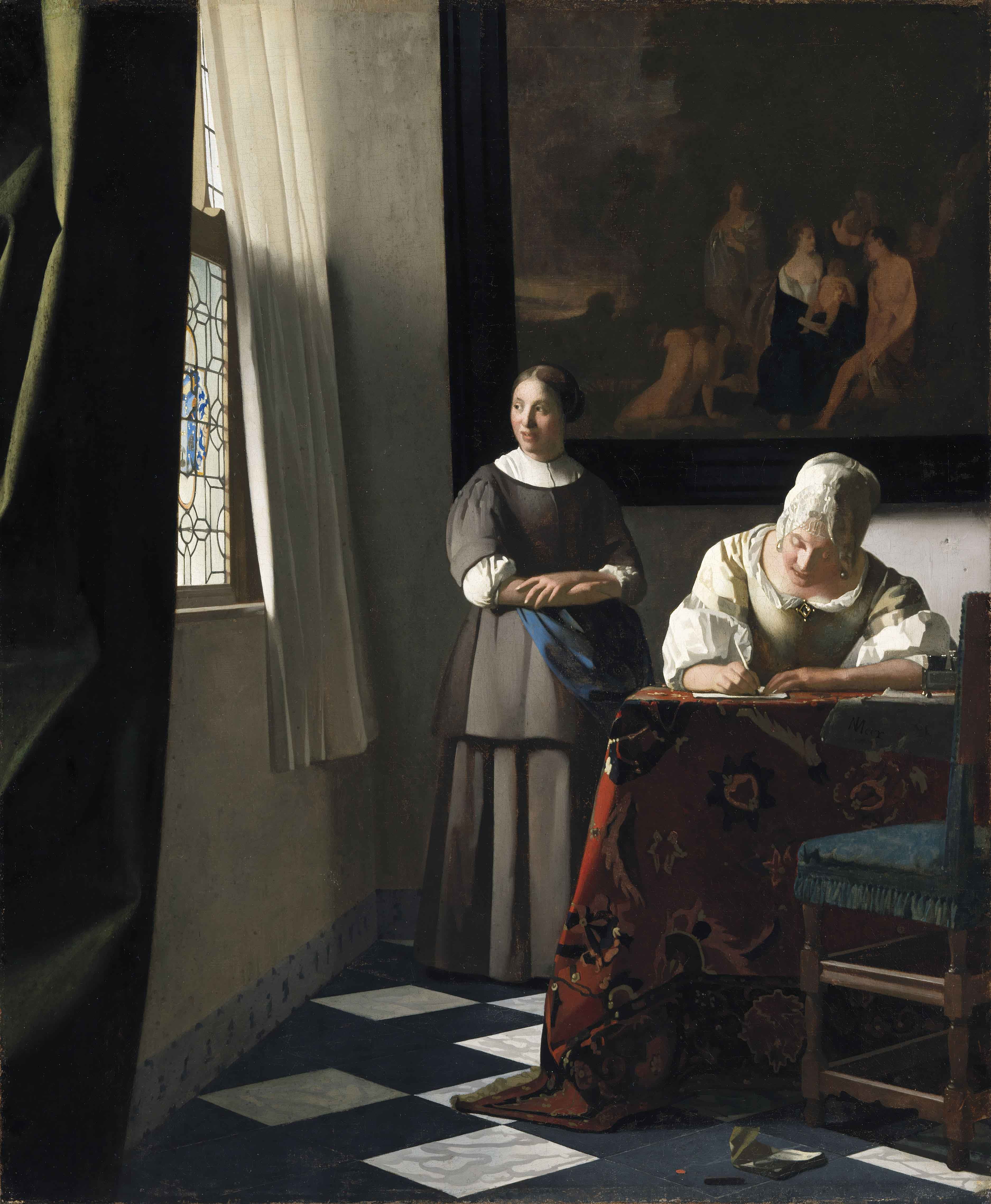
Donna che scrive una lettera alla presenza della domestica, 1670–1671, National Gallery of Ireland, Dublino

Questo dipinto esprime una gioia luminosa che è veramente difficile spiegare conoscendo le private vicissitudini dell'autore. Negli anni, infatti, in cui quest'immagine è stata dipinta, Vermeer stava affrontando gravi difficoltà economiche.
Il 1672 è, per la storia dei Paesi Bassi, il rampjaar (anno disastroso). La Repubblica delle Sette Province Unite viene contemporaneamente attaccata da Inghilterra, Francia, dal principe elettore Christoph Bernhard von Galen, vescovo di Münster e da Massimiliano Enrico di Baviera, vescovo di Colonia. Gli eserciti invasori molto rapidamente sconfiggono l'esercito olandese e conquistano gran parte della Repubblica. Il governo delle città delle province costiere, in preda al panico, cadde nelle mani degli Orangisti, contrari al regime repubblicano del Gran Pensionario Johan de Witt. Questo significò la fine della prima fase di Statolderato della storia olandese. Un famoso detto olandese descrive la condizione della popolazione, in quel momento, come redeloos (dissennata), il suo governo radeloos (stupido) e il paese stesso reddeloos (insalvabile).
La crisi diventa pesante: i quadri, genere effimero, si vendono meno, e poi, per contrastare l'invasore, sono state aperte le dighe, ultima risorsa, e le ricche terre nei dintorni di Schoonhoven – le terre della ricca suocera di Vermeer, Maria Thins, notevole fonte di sostentamento per tutta la famiglia – sono state inondate. Dagli effetti del rampjaar Vermeer non si riprenderà più, fino a morire qualche anno dopo oppresso dall'insopportabile peso dei debiti.
Dopo la morte dell'artista, la vedova si trovò nel 1676 a dover saldare i debiti col fornaio Hendrick van Buyten cedendo due dipinti: una «signora che sta scrivendo una lettera» (probabilmente si tratta di Donna che scrive una lettera alla presenza della domestica) e «una persona che suona la chitarra», che è probabilmente questa tela. Per questa traccia pare alquanto improbabile che la Suonatrice avesse un proprio pendant, e meno che il pittore non avesse fatto in tempo a dipingerlo. Forse il dipinto fu poi rivenduto nell'asta Dissius del 1696, quarto tra ventun dipinti di Vermeer («giovane dama che suona la chitarra, molto ben fatto»).
Nel 1889, dopo essere passato per varie collezioni, il dipinto fu acquistato da conte di Iveagh.
In ogni caso la datazione dell'opera si basa su un semplice computo legato a uno sviluppo stilistico ricostruito dalla critica, che mette questo dipinto nella fase più avanzata, vicino alla Merlettaia, che ha una protagonista del tutto simile, ma anche un'analoga impostazione, stesura pittorica e luminosità. La libertà compositiva nella Suonatrice appare però ancora maggiore, quindi successiva.

## Descrizione

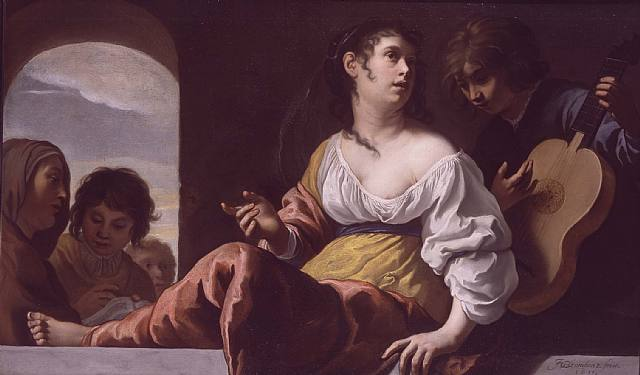
Jan Gerritsz van Bronckhorst, Compagnia musicale al balcone, collezione privata

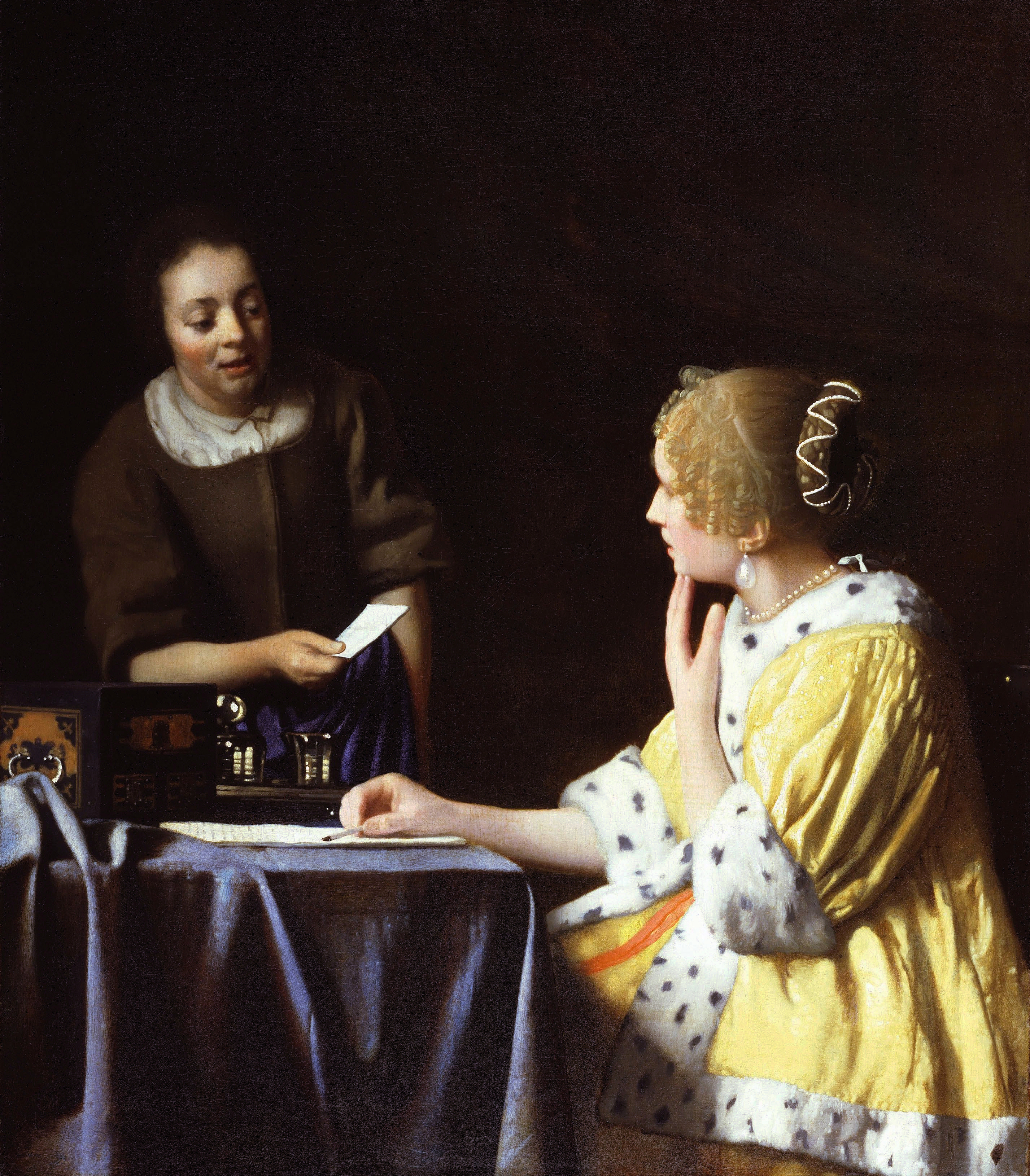
Fantesca che porge una lettera, 1666–1667, Frick Collection, New York

In una stanza in penombra, rischiarata da una luce che proviene da destra, una ragazza è ritratta con un'inquadratura è ravvicinata mentre suona, da seduta, una chitarra barocca. Si tratta di una fisionomia presente in altri dipinti dell'artista, coi capelli raccolti che fanno scendere alcuni riccioletti liberi ai lati della nuca (come nella Merlettaia, nella Donna che scrive una lettera, ecc.), e indossa una collana di perle e una celebre giacca di raso giallo bordata d'ermellino, che effettivamente dovette appartenere alla moglie dell'artista e che viene rappresentata in una dozzina di dipinti dell'autore.
Le mani della ragazza afferrano con sicurezza lo strumento, e sono state messe in analogia con quelle della merlettaia, in quel caso affaccendate in un lavoro domestico. La chitarra ha intarsi decorativi, che suggeriscono quasi uno «staccato» musicale, una nota ritmica consona al tema del dipinto. La zona intorno alla buca è trattata con spesse macchie di colore che descrivono la superficie lucida dello strumento. Ma è soprattutto nel trattamento delle corde che Vermeer utilizza la più raffinata delle tecniche: alcune di esse sono più sfocate di altre in modo da suggerire la vibrazione; è una modalità del tutto non convenzionale, che trova pochi riscontri nella pittura di questo secolo.
Il suo sguardo è rivolto al di là del quadro a sinistra, dove forse si trova forse un ascoltatore o il maestro di musica, rivolgendo un sorriso di aperta allegria. Il bordo sinistro del quadro ne taglia una parte del gomito destro, dimostrando una forte libertà compositiva. Anche l'uso di pennelate dense e luminose, in alcuni punti non sfumate, denota una straordinaria scioltezza e una spiccata modernità. In certi punti della mano sinistra e della doratura della cornice sullo sfondo la luce diventa abbagliante.
A destra della ragazza si vede un mobiletto con alcuni libri ingialliti, forse religiosi, e un drappo, mentre più vicino al bordo si nota una finestra chiusa da un pesante drappo nero che fa passare pochissima luce. Dietro la fanciulla si trova una rasserenante veduta di campagna, che allude pure alla joie de vivre. Forse si tratta, secondo Weber, del Paesaggio con gentiluomo e cani di Pieter Jansz van Asch, che potrebbe essere stato in possesso di Vermeer al momento della morte: come molti altri pittori olandesi, anche Vermeer, infatti, era solito tenere nello studio quadri di colleghi per venderli.
Il volto della fanciulla e il paesaggio risultano collegati visivamente, cosicché i riccioli della ragazza si confondono col motivo dei rami fronzuti degli alberi. Secondo Elise Goodmann tale soggetto appartiene a un costrutto definito «signora e paesaggio», molto popolare nelle stampe e nella letteratura del XVII secolo, e che mostra una liutista di fronte a un giardino, un campo o un parco. Un esempio può essere rappresentato da Compagnia musicale al balcone di Jan Gerritsz van Bronckhorst.

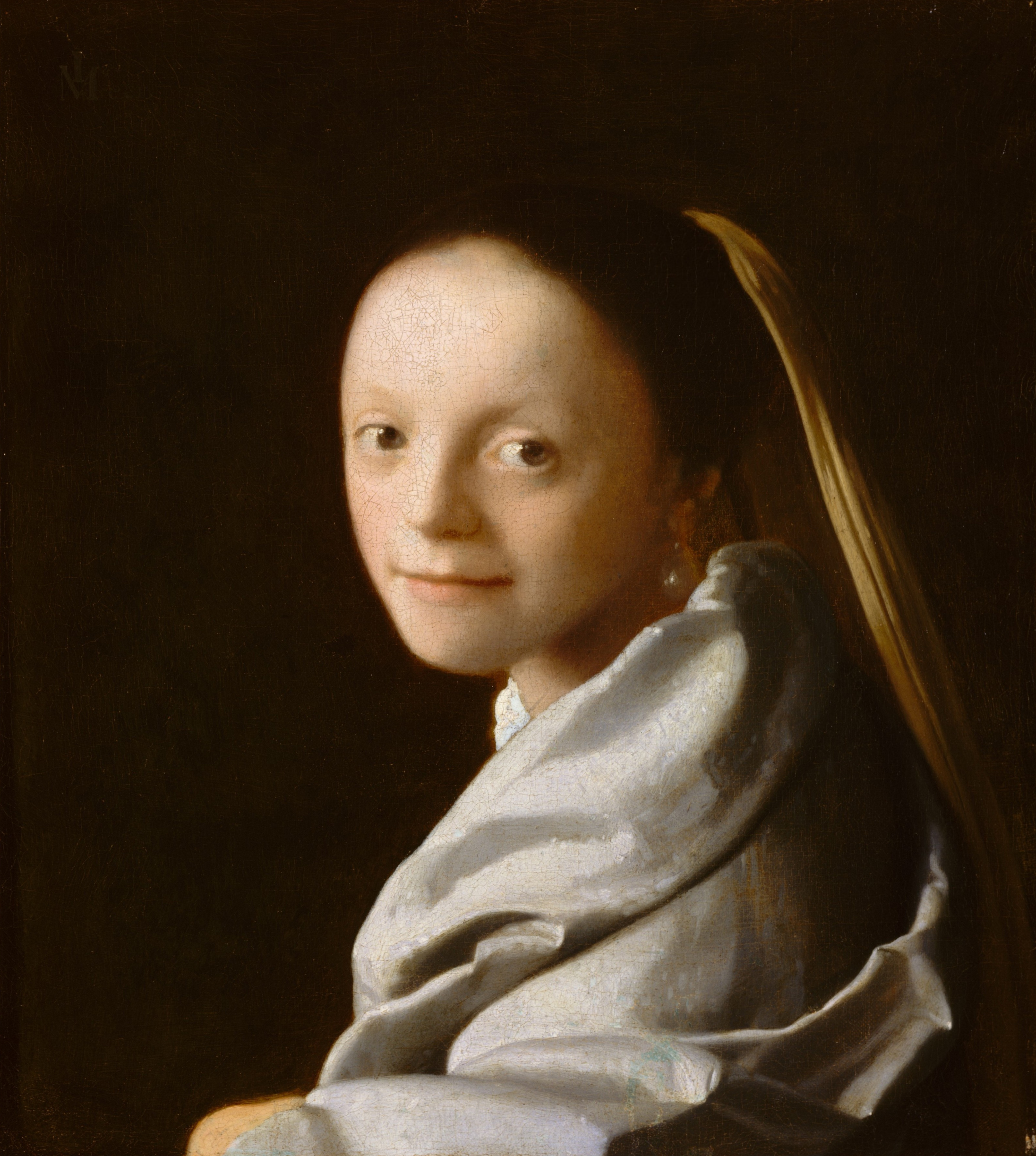
Ragazza con velo, 1665-1667, Metropolitan Museum of Art, New York

John M. Montias, esperto di Vermeer e della sua famiglia, ha notato una somiglianza tra la ragazza raffigurata in questo dipinto e quella del cosiddetto ritratto Wrightsman, accomunate dallo stesso tipo di prognatismo mascellare. Poiché quest'ultima tela è molto probabilmente il ritratto della figlia primogenita Maria, ne consegue che qui possa stata ritratta all'età di diciassette o diciotto anni. La secondogenita Elisabeth, invece, nata nel 1657, non sembra essere probabile come candidata, perché aveva meno di quindici anni all'epoca del ritratto di Kenwood House.
Certo, è difficile immaginare che il pittore abbia potuto evitare di ritrarre, prima o poi, qualcuno degli 11 figli che lasciò vivi dopo la sua morte; molti, invece hanno notato la discrepanza tra gli interni ritratti da Vermeer, sempre perfettamente ordinati, e lo stato, invece, di una casa con tanti bambini. Se non il disordine, quantomeno culle e lettini erano probabilmente sparsi per tutta la casa, ed erano infatti presenti nell'inventario compilato dopo la morte del pittore. I dipinti di altri pittori di genere, come Jan Steen, Nicolaes Maes, Gabriel Metsu sono letteralmente invasi da bambini, mentre Vermeer riserva loro un ruolo di gran lunga minore, anche se di notevole spessore poetico.
I dipinti di Vermeer, infatti, non vanno intesi come «dichiarazioni biografiche»: essi rappresentano ambienti e costumi che, pur se contemporanei, non riflettono affatto le condizioni di vita personali dell'autore, che descrive una condizione ideale. I disagi della povertà, la morte dei bambini e altri lutti familiari, le calamità naturali che pure ogni tanto si abbattevano su Delft, non hanno lasciato traccia sui suoi dipinti e sui suoi soggetti, dove invece regnano la bellezza, le arti e le scienze, la vita spirituale e il moderato godimento dei piaceri del mondo.

## Stile

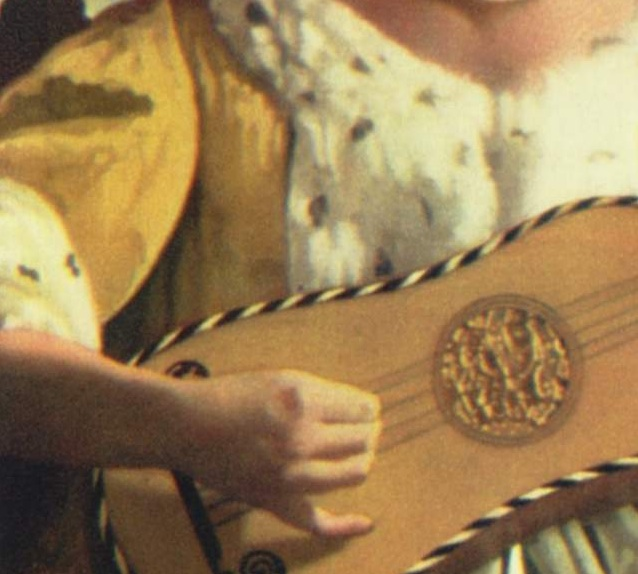
Dettaglio della chitarra

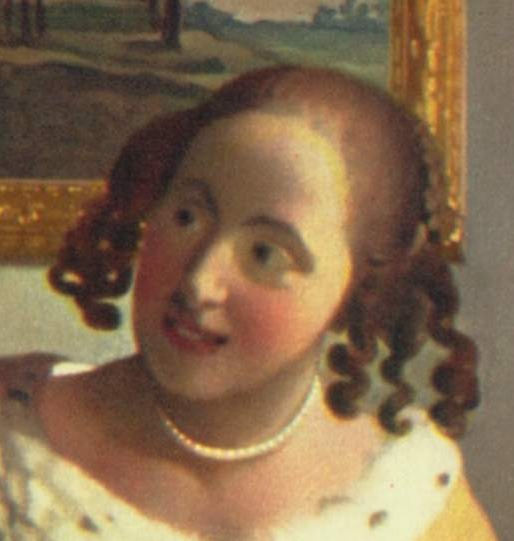
Dettaglio

La luce, in questo dipinto, proviene inconsuetamente da destra: Vermeer ha infatti quasi sempre rispettato la diffusissima convenzione pittorica che vede, invece, la luce provenire da sinistra. Sarà perché in tal modo l'ombra che si crea sulla tela non disturba il lavoro, oppure perché nella cultura occidentale siamo abituati a leggere da sinistra a destra, il fatto è che nei secoli la tradizione pittorica ha sempre preferito tale disposizione della luce.
Jørgen Wadum ha suggerito che le poche opere di Vermeer in cui la luce entra da destra potrebbero essere state commissionate per adattarsi alla luce della galleria in cui doveva essere ospitato il quadro. Ipotesi suggestiva che trova conforto, in verità, negli accordi – da noi conosciuti – tra artisti e committenti: si veda il caso, vicino a Vermeer, dei lavori di Jacob van Campen per l'Oranjezaal dell'Aia eseguiti sotto la supervisione di Constantijn Huygens.
Quel che è certo è che in questo quadro va sottolineata anche la particolarità della composizione: il braccio della ragazza è addirittura tagliato fuori e lo sguardo, rivolto verso un punto fuori dalla composizione, apporta ancor maggiore dinamismo alla figura, del tutto asimmetrica. Il nostro sguardo entra da destra ed è immediatamente portato ad esplorare la parte sinistra, la chitarra, la giacca gialla, il viso fino al dipinto inscritto nella cornice dorata. Il resto della composizione resta, alla destra del nostro sguardo, drammaticamente vuoto.
Arthur Wheelock sottolinea pure come la vivacità dell'intera composizione, le pennellate libere, la stessa composizione fuori centro suggerirebbero un'allegria dovuta alla chitarra, in contrapposizione al più contemplativo suono del liuto. La stessa espressione della ragazza è abbastanza inusuale per Vermeer: la posa civettuola suggerisce la presenza di un ascoltatore magari di sesso maschile nelle vicinanze.

## Tecnica
La tecnica utilizzata è certamente quella che caratterizza le tarde opere dell'artista. Si veda, per esempio, il particolare della mano sinistra, dove piuttosto che modellare i volumi si procede a una forte stilizzazione attraverso una serie di tratti di colore di tono diverso, che tuttavia non mancano di restituire i delicati giochi di luce che si formano sulle dita della ragazza. Tale perfetta padronanza si riscontra anche nella resa dell'ermellino e della gonna di seta. Per la parete invece usò una grana più rugosa, apparentemente semplice, ma in realtà assai complessa, capace di rendere superbamente la ruvidità dell'intonaco leggermente grezzo.
Per la collana di perle l'artista dapprima ha tracciato colpi di colore grigio chiaro, come base per il filo di perle; successivamente ha applicato una sequenza di bianco sottolineando la sfericità e i riflessi delle perle.
Perché Vermeer abbia a un certo punto schematizzato la sua tecnica è tutt'oggi una questione aperta. Se questo sia avvenuto (ipotesi biografica) a causa del peso delle vicende personali, ovvero per un semplice cambiamento di moda, (ipotesi stilistica) inseguendo l'influenza francese che si andava affermando in quel periodo, ovvero ancora per abbreviare i tempi, (ipotesi economica) e quindi produrre di più, non è dato sapere. Quel che è certo è che le tarde opere sono con tutta evidenza stilisticamente e tecnicamente diverse dalle precedenti.